# Agúi-Shapsug
Agúi-Shapsug (del ruso: Агуй-Шапсуг) es un aul del raión de Tuapsé del krai de Krasnodar, en el sur de Rusia. Está situado en las estribaciones meridionales del extremo oeste del Cáucaso Occidental, junto a la desembocadura del río Kolajo en el río Agói, 9 km al noroeste de Tuapsé y 97 km al sur de Krasnodar, la capital del krai. Tenía 1 940 habitantes en 2010.
Pertenece al municipio Nébugskoye.
El aul es lugar de residencia de la mayor comunidad shapsug, una subetnia adigué.

## Historia
La derevnia Karpovka (en homenaje al coronel Karpova, que recibió estas tierras en el valle del río Agói) fue fundada en 1872 en el emplazamiento de una anterior población shapsug. En 1905 había 60 hogares en Karpovka y 16 en Koliajo, población que sería integrada en la anterior. Tras la revolución fue rebautizada como aul Karpovski. En 1935 fue de nuevo rebautizada como seló Kúibyshevka en honor a Valerián Kúibyshev. El 1 de marzo de 1993 la localidad recibió su nombre y estatus actual.

## Nacionalidades
De los 1 649 habitantes con que contaba en 1989, 1 407 eran de etnia shapsug (adigué), 203 eran de etnia rusa, 27 de etnia moldava, 11 de etnia ucraniana  y 1 de etnia armenia.